# Ophthalmonodella
Ophthalmonodella is een geslacht van uitgestorven kreeftachtigen uit de klasse van de Ostracoda (mosselkreeftjes).

## Soort
- Ophthalmonodella reticulata Knuepfer & Rozur, 1968 †